# Атанасов, Александр Петков
Александр Петков Атанасов (болг. Александър Петков Атанасов, псевдоним Алекс Шески; 17 марта 1879, Етрополе — 24 апреля 1925, Русе) — болгарский коммунист.
Окончил педагогическое училище в городе Лом, там же работал учителем. В 1901 году вступил в Болгарскую рабочую социал-демократическую партию. Для продолжения образования отправился в Женеву, где изучал право. Возглавлял болгарскую студенческую социал-демократическую группу. В 1908 году представлял болгарские профсоюзы на съезде французских профсоюзов в Париже.
В 1910 году вернулся в Болгарию, обосновался в Русе, работал адвокатом. В том же году был делегатом XVII съезда БРСДП (тесных социалистов) от социал-демократической организации учителей. С 1911 года депутат городского совета. С 1919 года секретарь окружного комитета Болгарской коммунистической партии тесных социалистов и член её партийного совета. В 1922 году депутат Народного собрания Болгарии. Как адвокат защищал болгарских коммунистов на ряде судебных процессов первой половины 1920-х гг.
В апреле 1925 года был арестован. 24 апреля был освобождён, но при выходе из здания комитета общественной безопасности застрелен.